# Norbert Lelubre
Norbert Lelubre, né le 13 juillet 1912 à Nantes dans la Loire-Atlantique, mort le 25 mars 2008 à Nantes, est un poète français.

## Biographie
- 13 juillet 1912 : naissance à Nantes au CHU, enfant unique d'une mère antiquaire et voyageuse.
- 1919-1926 : passage au pensionnat de filles de Mademoiselle Clergeot. Unique garçon au milieu de petites filles, il conserve de ce passage la mémoire d'une seconde mère et d'une énorme armoire à confiture.
- 1936-1938 : séjour à Belle-Île-en-Mer avec le peintre Jacques Philippe. Il s'adonne à la poésie et à la musique (accordéon, bandonéon).
- 1938 : départ à Paris, rencontre avec Paul Eluard, André Breton, Robert Desnos. Il côtoie le  surréalisme sans y adhérer.
- 1939 : installation à Plouescat dans le nord Finistère, photographe, musicien. Départ à la guerre. Blessé, séjour en stalag, retour en Bretagne en 1940.
- 1948 : retour définitif à Nantes. Au fil des années sont nés 2 filles (Suzanne et Floriane) et 2 garçons (Norbert et Serge).
- 25 mars 2008[1] : décès à Nantes au CHU.